# 식사

식사(食事)는 특정한 시간에 특정한 음식을 먹는 것을 말한다. 또, 식사는 특정 시간에 발생하며 음식 섭취를 포함하는 행위이다.
어디에서나 먹을 수 있지만 식사는 일반적으로 집, 레스토랑, 구내식당에서 이루어진다. 정규 식사는 매일, 일반적으로 하루에 여러 번 이루어진다. 특별 식사는 일반적으로 생일, 결혼식, 기념일, 공휴일과 같은 행사와 함께 제공된다. 식사는 일반적으로 간식보다 더 크고, 더 다양하며, 더 포만감을 준다는 점에서 간식과 다르다.
주어진 시간에 제공되거나 소비되는 음식의 종류는 지역 관습에 따라 다르다. 대부분의 현대 문명에서는 세 가지 주요 식사를 아침, 이른 오후, 저녁에 먹는 경우가 많다.

## 종류
- 아침은 사람이 아침에 일어나 한 두 시간 안에 먹는 것이 보통이다.
- 점심은 낮에 먹는 식사로, 아침보다 더 많이 먹는 것이 보통이다. 아침을 먹지 않고 점심으로 아침까지 때울 수 있으며, '아점'으로 줄여 부르기도 한다.[1]
- 저녁은 늦은 오후나 저녁 아무 때나 먹는 식사이며 하루의 주된 식사에 해당한다.

## 대한민국의 식생활의 고도화
서구의 경우 오늘에 이르기까지 다음과 같은 내용의 식생활의 변화를 경험하여 왔다. 실질소득수준이 상승함에 따라서 식료소비의 구성은 용량이 많고 별로 맛이 없는 곡류나 감자류로부터 축산품·과실·아채 등보다 더 맛이 풍부하고 질이 높은 식료로 기호가 바뀌었다. 이러한 경향을 식생활의 고도화라고 한다. 대한민국에 있어서 식료품 구성이 식물성
식품에서 동물성 식품으로 구조가 바뀌는 경향과 일치한다.
| 〔표〕－7 정제당 수급추이 (단위：M/T) |                                               |                                           |                                        |
| 구분 연도                             | 생 산                                         | 내 수                                     | 수 출                                  |
| 1971 1976 1984 1990 1994 ~            | 237,000 298,000 751,000 1,007,974 1,139,764 ~ | 233,000 217,000 499,000 655,446 759,503 ~ | 4,000 78,000 247,000 335,110 376,982 ~ |

1990년대 후반에 이르러 식생활의 고도화 단계에 들어선 대한민국에서는 주식 이외 기호식품이 실로 다양한 변모를 보여왔으며, 햄소시지, 베이컨, 인조버터, 통조림, 우유 등은 일상 먹는 음식이 되었다. 대한민국의 정당(精糖) 수급추세를 보면, 1946년에 불과 38M/T을 수입하여 소모하던 것이 1971년엔 23만 7천 M/T를 생산하였으며, 1994년에는 75만 9,503M/T이라는 놀라운 소비증가추세를 보였다.육류의 1인당 소비량은 1975년 6.4kg이던 것이 1995년에는 27.4kg으로 늘어났으며, 식품소비의 서구화도 뚜렷해져 양파, 양배추의 소비는 증가하는 반면 김장무나 배추의 소비는 감소하는 추세에 있다. 또한 신종 야채류의 재배 및 과실의 증산 등 점차 식생활의 고도화 경향을 띠게 되었는데, 이같은 변화는 위의 표에서와 같이 1인 1일당 영양섭취량에도 큰 변화를 초래하였다.
| 〔표〕－8 식품공급량(1인1일당) (단위：g, %) |                                       |                                   |                               |                           |                             |                        |                          |                          |
| 연도                                        | 공급량                                | 식물성 식품                       | 식물성 식품                   | 식물성 식품               | 동물성 식품                 | 동물성 식품            | 동물성 식품              | 동물성 식품              |
| 연도                                        | 공급량                                |                                   | 곡류                          | 과실류                    |                             |                        | 육류                     | 어패류                   |
| 연도                                        | 공급량                                | 구성비                            | 곡류                          | 과실류                    |                             |                        | 육류                     | 어패류                   |
| 1962 1970 1980 1990 1996                    | 881.3 1,002.6 1,166.0 1,338.2 1,496.9 | 823.5 914.8 995.1 1,026.7 1,104.3 | 545.1 534.0 505.5 480.7 473.6 | 18.1 27.5 44.4 79.3 101.0 | 57.8 87.8 170.9 311.5 392.6 | 6.6 8.8 14.7 23.3 26.2 | 13.2 22.8 37.9 64.6 93.2 | 37.6 40.2 61.5 83.6 95.9 |

## 다른 나라의 식사 문화

### 동아시아
인접 국가인 일본의 경우, 대체로 대한민국과 비슷한 식습성을 가지고 있으나 대다수의 일본내 사회인들은 균형을 유지하기 위해 소규모의 식단표나 차림 메뉴를 원칙으로 하는 경우가 많으며, 해양 국가인 일본에서는 어업 활동이 많이 발전됨에 따라 생선 위주의 식사 문화를 챙기고 있다.
또한, 세계 최대 요리 문화 국가로 자리매김된 중화인민공화국도 비슷한 사정을 가지고 있으며, 중국 요리는 자장면, 짬뽕과 같은 면요리나 기름진 식사가 주류를 이루고 있는 것 외에도 재스민차와 같은 전통 다류들도 발전되는 특이 사항을 두고 있으며 생활권이나 문화적 요인 등으로 대만이나 중국의 특별행정구로 지정된 홍콩 또는 마카오도 열대 지방 특유의 요리를 기본 요리로 제공되는 경우가 많다. 그리고 몽골은 목축업의 발달에 따라 사슴, 순록, 양을 식육으로 쓰는 경우가 대부분이다.

## 같이 보기
- 요리
- 차 (식사)
- 음식
- 상차림
- 식사 예절
- 식사 준비
- 서구식 식사
- 어린이 식사: 어린이에게 맞게 제공되는 패스트푸드 식사
- 조합 식사: 일반적으로 음식과 음료가 있는 유형의 식사